# Гавело (Модена)
Гавело (итал. Gavello) је насеље у Италији у округу Модена, региону Емилија-Ромања.
Према процени из 2011. у насељу је живело 293 становника. Насеље се налази на надморској висини од 11 м.